# Carl Schwenk (1883)
Carl Schwenk (* 16. Mai 1883 in Ulm; † 23. April 1978 ebenda) war ein deutscher Kaufmann und Unternehmer. Er war Inhaber der Firma E. Schwenk, Cement- und Betonsteinwerke Ulm.

## Leben
Als Sohn des langjährigen Unternehmensinhabers Carl Schwenk (1852–1942) und dessen Ehefrau Lina Schwenk (geb. Ebner; 1857–1921) wuchs er in Ulm auf und besuchte dort das Realgymnasium. Er studierte an der ETH Zürich Ingenieurwissenschaften und schloss sich, wie bereits sein Vater, dem Corps Tigurinia an. Zudem studierte er an der Universität Leipzig Chemie.
1913 trat er in das Familienunternehmen ein. Am Ersten Weltkrieg nahm er als Rittmeister teil. 1919 wurde er Teilhaber und 1937 Alleininhaber des Familienunternehmens. Unter seiner Leitung erfolgten unter anderem der Einstieg in den Baustoffhandel, die Übernahme der Portland-Cement-Fabrik Karlstadt am Main AG sowie die Erweiterung und Modernisierung nach dem Zweiten Weltkrieg. Sein Schwiegersohn Eberhard Schleicher war ab 1966 in der Unternehmensleitung tätig.
Er war seit 1937 Mitglied der NSDAP und wurde 1946 im Rahmen der Entnazifizierung als Mitläufer eingestuft.
Schwenk war seit 1920 mit Elisabeth (geb. Scholl) verheiratet und hatte drei Kinder. Er war evangelischer Konfession und ehrenamtlich als Vorsitzender des Münsterbauvereins Ulm engagiert. 

## Auszeichnungen
- 1953 Großes Bundesverdienstkreuz
- 1961 Ehrensenator der Technischen Hochschule Stuttgart
- 1964 Bürgermedaille der Stadt Ulm
- Ehrenbürger der Gemeinden Allmendingen, Karlstadt, Michelbach und Thalfingen